# Gömmesjön
Gömmesjön är en sjö i Munkedals kommun i Bohuslän och ingår i Örekilsälvens huvudavrinningsområde. Sjön är 12 meter djup, har en yta på 0,05 kvadratkilometer och är belägen 150 meter över havet.